# Sorin-Dan Moldovan
Sorin-Dan Moldovan (n. 8 august 1986, Oradea, România) este un deputat român, ales în 2016.